# Đập Tiểu Loan
Đập Tiểu Loan (giản thể: 小湾坝; phồn thể: 小灣壩; bính âm: Xiǎowān Bà) là một đập thủy điện lớn được xây dựng ở vị trí trên sông Lan Thương, ở huyện Nam Giản, châu Đại Lý, tỉnh Vân Nam, Trung Quốc, là đập thủy điện cao thứ 2 thế giới và có nhà máy phát điện lớn thứ 8 tại Trung Quốc (sau thủy điện Tam Hiệp). Công việc xây dựng được khởi động từ ngày 1 tháng 1 năm 2002. Công việc chặn dòng đã được thực hiện vào tháng 10 năm 2004.

## Đặc tính
Đập Tiểu Loan là đập cao 292 m (958 ft), cao nhất thế giới. Nó sẽ tạo ra một hồ chứa nước có dung tích 15.000.000.000 m3 (5,3×1011 ft khối) và rộng hơn 190 km2 (73 dặm vuông Anh)., nhiều hơn gấp năm lần tổng dung lượng của ba con đập Mạn Loan, Đại Triều Sơn và Cảnh Hồng gộp lại. Nhà máy thủy điện ở đây bao gồm 6 tổ máy, mỗi tổ có công suất 700 MW. Tổng công suất của dự án là 4200 MW. Theo kế hoạch, tổ máy đầu tiên sẽ phát điện vào cuối năm 2010 và tổ cuối cùng vào năm 2013. Chi phí xây dựng nhà máy thủy điện Tiểu Loan ước vào khoảng 32 tỷ nhân dân tệ (gần 3,9 tỷ đôla Mỹ).

## Ảnh hưởng
Giới môi trường cho là, con đập Tiểu Loan chắc chắn trở thành thủ phạm tai ác đối với đời sống người dân khắp Đông Nam Á. Ngư phủ Campuchia chắc chắn bắt được ít cá hơn và nông dân Việt Nam phải dùng phân hóa học nhiều hơn bởi phù sa bị chặn lại từ Vân Nam-Trung Quốc; trong khi đó, cư dân khu vực bờ Mekong tại Thái Lan đối mặt hạn hán và xâm thực.